# Khuếch đại vi sai

Biểu diễn một Khuếch đại vi sai. Các ngõ vào thuận "+" và đảo "-". Các đường cấp nguồn là V_{s+} và V_{s−}, thường bỏ qua trong sơ đồ mạch điện để sơ đồ sáng sủa.

Khuếch đại vi sai (tiếng Anh: differential amplifier) là bộ khuếch đại điện tử thực hiện khuếch đại tín hiệu điện theo sự khác biệt giữa hai điện áp ngõ vào, và ngăn chặn bất kỳ điện áp chung nào tồn tại ở cả hai ngõ đó. Nó có sự kết hợp của hai phần tử gồm khuếch đại không đảo (hoặc thuận) với tín hiệu ngõ vào {\displaystyle \scriptstyle V_{\text{in}}^{+}} và khuếch đại đảo với tín hiệu ngõ vào {\displaystyle \scriptstyle V_{\text{in}}^{-}}, và cho ra tín hiệu ngõ ra là {\displaystyle \scriptstyle V_{\text{out}}} chỉ phụ thuộc vào độ chênh của hai tín hiệu ngõ vào nói trên .
{\displaystyle V_{\text{out}}=A(V_{\text{in}}^{+}-V_{\text{in}}^{-})}
trong đó {\displaystyle \scriptstyle A} là độ khuếch đại của bộ khuếch.
Trong thực tế hầu hết các khuếch đại thuật toán được chế tạo ở dạng khuếch đại vi sai. Khi đó chúng được biểu diễn chung bởi ký hiệu điện tử như hình vẽ . Sự phổ biến của IC khuếch đại thuật toán kiểu vi sai dẫn đến trong ứng dụng thực tế người ta dùng IC này để lập ra mạch khuếch đại một ngõ vào bằng cách nối đất ngõ vào không dùng đến: nối đất ngõ vào "-" cho ra khuếch đại thuận, và nối đất ngõ vào "+" cho ra khuếch đại đảo.

## Hoạt động
Những khuếch đại vi sai lập được trong thực tế thường không đạt được mức lý tưởng, rằng chỉ phụ thuộc hiệu số tín hiệu vào {\displaystyle \scriptstyle (V_{\text{in}}^{+}-V_{\text{in}}^{-})} nói trên, mà tín hiệu ra vẫn có phần lệ thuộc mức các tín hiệu vào . Công thức chung cho tín hiệu lối ra thực tế là:
{\displaystyle V_{\text{out}}=A_{\text{d}}(V_{\text{in}}^{+}-V_{\text{in}}^{-})+A_{\text{c}}\left({\frac {V_{\text{in}}^{+}+V_{\text{in}}^{-}}{2}}\right)}
trong đó {\displaystyle A_{d}} là độ khuếch vi phân và {\displaystyle A_{c}} là độ khuếch chế độ chung (common-mode gain). Để đạt được triệt giảm nhiễu và ảnh hưởng của độ dịch thiên (bias) thì độ khuếch chế độ chung phải nhỏ. Nó dẫn đến khái niệm về đại lượng đặc trưng cho chất lượng khuếc đại vi sai, gọi là "tỷ số loại trừ phông chung (tạm dịch, CMRR, common-mode rejection ratio), là logarit của tỷ số giữa độ khuếch vi phân với độ khuếch chế độ chung.
{\displaystyle \mathrm {CMRR} =10\log _{10}\left({\frac {A_{\mathrm {d} }}{A_{\mathrm {c} }}}\right)^{2}=20\log _{10}\left({\frac {A_{\mathrm {d} }}{|A_{\mathrm {c} }|}}\right)}
Khuếch đại vi sai lý tưởng có ngõ vào đối xứng hoàn hảo, với {\displaystyle A_{c}} bằng 0 và CMRR vô tận .